# Eperua glabra
Eperua glabra är en ärtväxtart som beskrevs av John Macqueen Cowan. Eperua glabra ingår i släktet Eperua och familjen ärtväxter. Inga underarter finns listade i Catalogue of Life.